# Monte Andrus
El monte Andrus en un volcán en escudo que se encuentra ubicado a 3.2 km al sureste del Monte Boennighausen en el extremo sureste de la cordillera Ames, en la tierra de Marie Byrd, Antártida. Ha sido relevado por el USGS a partir de reconocimientos y fotografías aéreas de la U.S. Navy tomadas en 1964-68. Fue nombrado por el US-ACAN en honor al teniente Carl H. Andrus de la US Navy, quien fue médico y Oficial a Cargo de la base Byrd en 1964.
Andrus posee una caldera de 4.5 km de diámetro en su cumbre. En 1977 se observaron actividad de fumarolas débiles en el Monte Kaufmann en el extremo norte de la cordillera Ames de la cual el Monte Andrus es el volcán ubicado más al sur.
El Monte Andrus fue ascendido por Michael J. Andrus (ningún parentesco con Carl H. Andrus) en agosto del 2006 para descender esquiando.

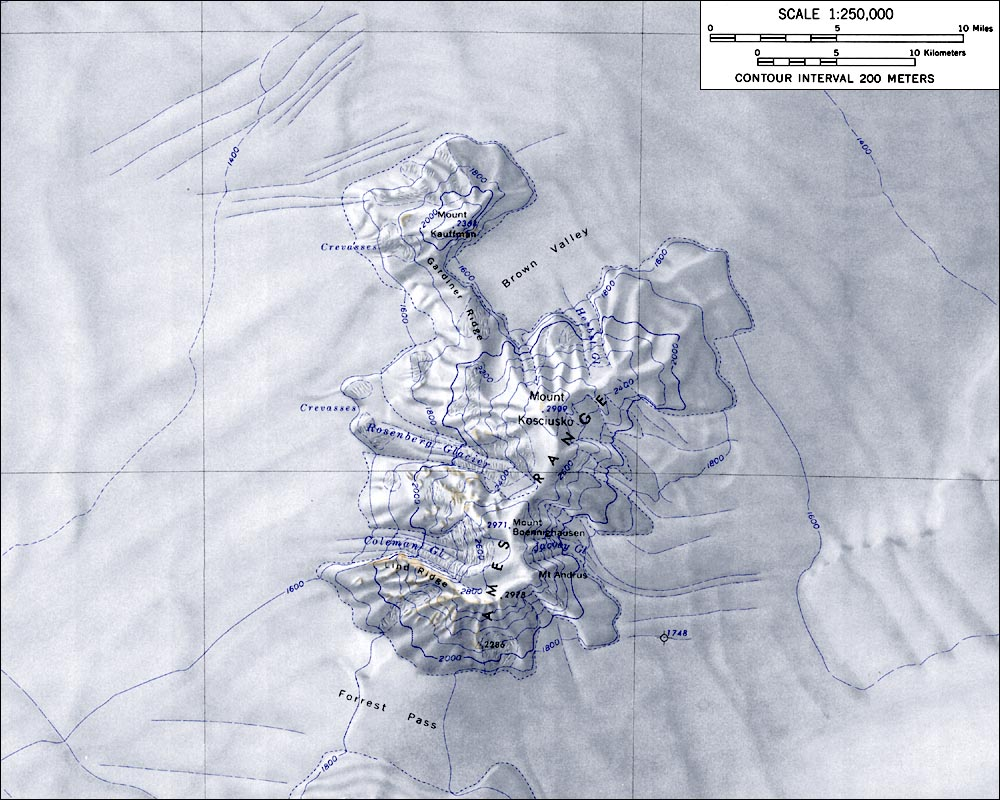
Mapa topográfico de la cordillera Ames (escala 1:250,000).